# 福岡地区水道企業団
福岡地区水道企業団（ふくおかちくすいどうきぎょうだん）は福岡県福岡市南区清水4丁目3番1号にある企業団。構成団体は6市7町1企業団1事務組合である。

## 概要
福岡都市圏における水道水供給のために設立された企業団である。福岡地区は多々良川や御笠川といった小河川が存在するが、渇水しやすく、ことあるごとに大渇水に見舞われることが多かった。そこで、大河川である筑後川の筑後大堰等から取水して「福岡導水」を経由、大野城市の牛頸浄水場で浄水し、供給する目的で設立された。このほか、玄界灘の海水を淡水化する海水淡水化施設の「まみずピア」、福岡市水道局との共同施設である多々良浄水場を所有する。
また、福岡市水道局とは多々良浄水場のほかにも緊急導水管を有するほか、福岡市水道局の下原浄水場にある下原混合施設は、牛頸浄水場および「まみずピア」からの送水と福岡市水道局の水系が接続されているほか、北九州市上下水道局と接続する北部福岡緊急連絡管とも接続されており、緊急時には北九州市側から受水できるほか、北九州市へ送水することも可能である。
なお、古賀市、新宮町、宗像地区事務組合は福岡地区水道企業団からの受水に加えて、北部福岡緊急連絡管を活用した北九州市からの受水による供給を受けている。

## 構成団体
福岡市、大野城市、筑紫野市、太宰府市、古賀市、糸島市、宇美町、志免町、須恵町、粕屋町、篠栗町、久山町、新宮町、春日那珂川水道企業団（春日市、那珂川市）、宗像地区事務組合（宗像市、福津市）

## 組織
- 総務部
  - 議会・監査
  - 総務課
  - 財政課
- 施設部
  - 計画課
  - 施設課
  - 牛頸浄水場
  - 水質センター
  - 海水淡水化センター「まみずピア」

## 施設
出典

### 取水施設
- 筑後大堰

### 浄水施設
- 牛頸浄水場
- 多々良浄水場（福岡市水道局との共同施設）
- 海水淡水化センター「まみずピア」

配水施設
福岡市水道局との連接系